# Bargehuis
Het Bargehuis is een gebouw gelegen aan de Katelijnepoort in Brugge. Het diende in de 20e eeuw als aankomstplaats voor de barges die tussen Gent-Brugge-Oostende vaarden. Dagelijks vertrok hier een dag-en-nachtboot langs beide richtingen.

## Geschiedenis

### Aanlegplaats Barges
Oorspronkelijk werden de barges gelost aan het Minnewater, maar in 1784 veranderde de locatie naar het Bargehuis. De Kattelijnepoort was beter toegankelijk, want hier kon men vlotter draaien en aanmeren. Het Bargehuis werd de nieuwe aanlegplaats voor de trekschuiten. Bovendien diende het ook als herberg voor de schippers en waren er stallingen aanwezig voor de ketspaarden.
In 1907 werd de bargedienst afgeschaft en in 1980 werden de bargegebouwen beschermd als stadsgezicht bij KB van 10 september 1980.
Het Bargehuis was stadseigendom tot in 2004. Toen werd het openbaar verkocht voor 500.000 euro aan de bvba Vertommen uit Assebroek.

### Tearoom
9 april 1982 opent het Bargehuis als tearoom, waarbij een feestzaal ter beschikking gesteld wordt. De zaak werd gerund door Robert Stevens en echtgenote Andréa Arnould. In de keuken stond chef Jacques Meynsman.
Op 1 mei 2000 nam Geert Neyt, een traiteur uit Sijsele, het bargehuis over.
Het Bargehuis beschikt over twee zalen op het gelijkvloers en één zaal op de eerste verdieping, wat komt op een capaciteit tot 200 personen.

## "Als je weggaat, kom je dan weer terug? Als ik terugkom, ben je er dan?"
Op de buitenmuur aan de achterzijde van het Bargehuis staat een poëtische tekst geschilderd van Robbert Ritmeester. Deze gaat als volgt: “Als je weggaat, kom je dan weer terug? Als ik terugkom, ben je er dan?”.
De tekst staat sinds 1998 op de gevel van het Bargehuis, maar werd in 2013 overgeschilderd bij renovatiewerken. In 2014 heeft het bedrijf DUO gezorgd dat het oorspronkelijke gedicht opnieuw te bezichtigen is.

## Fotogalerij

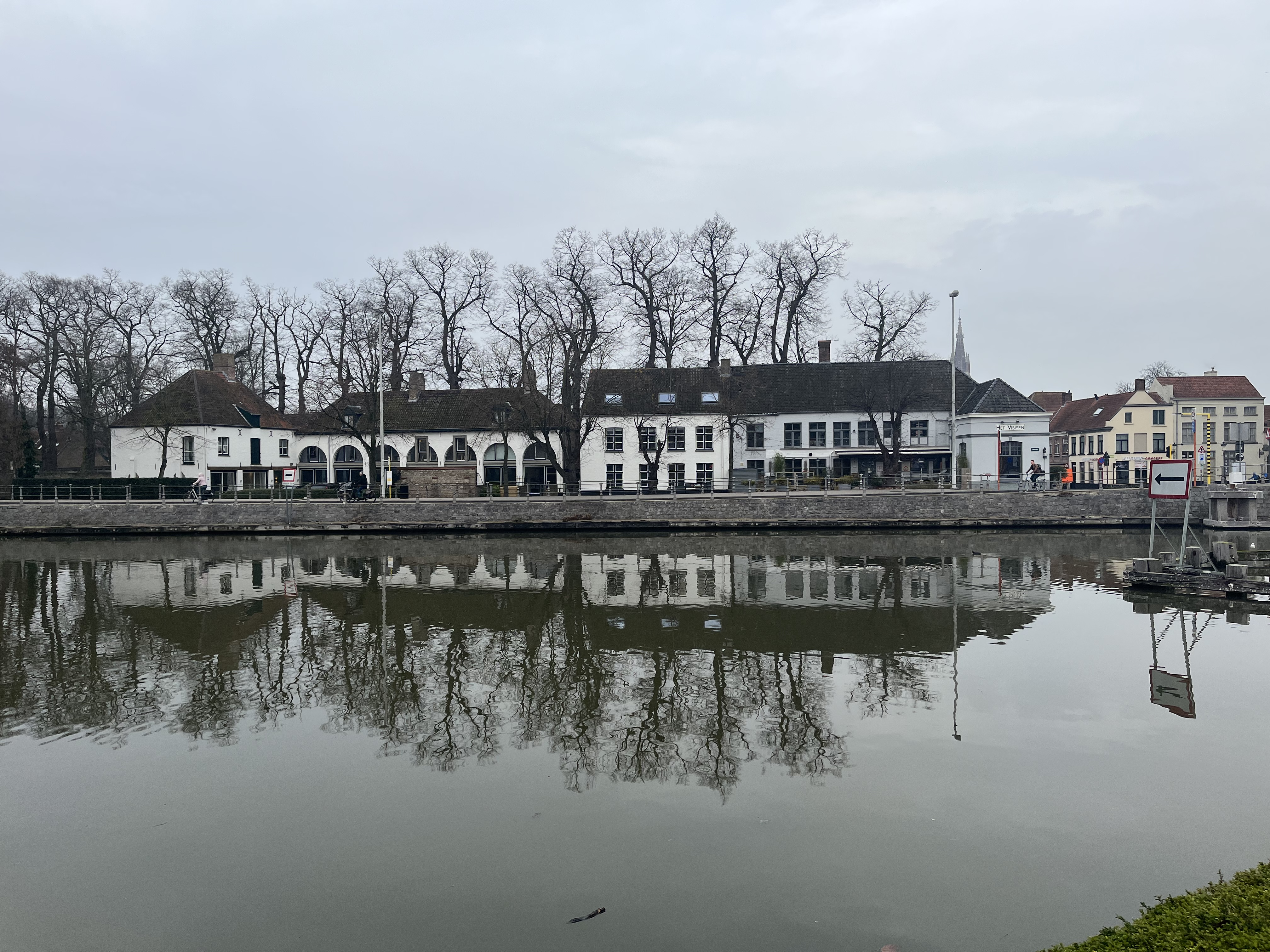
Bargehuis 2023
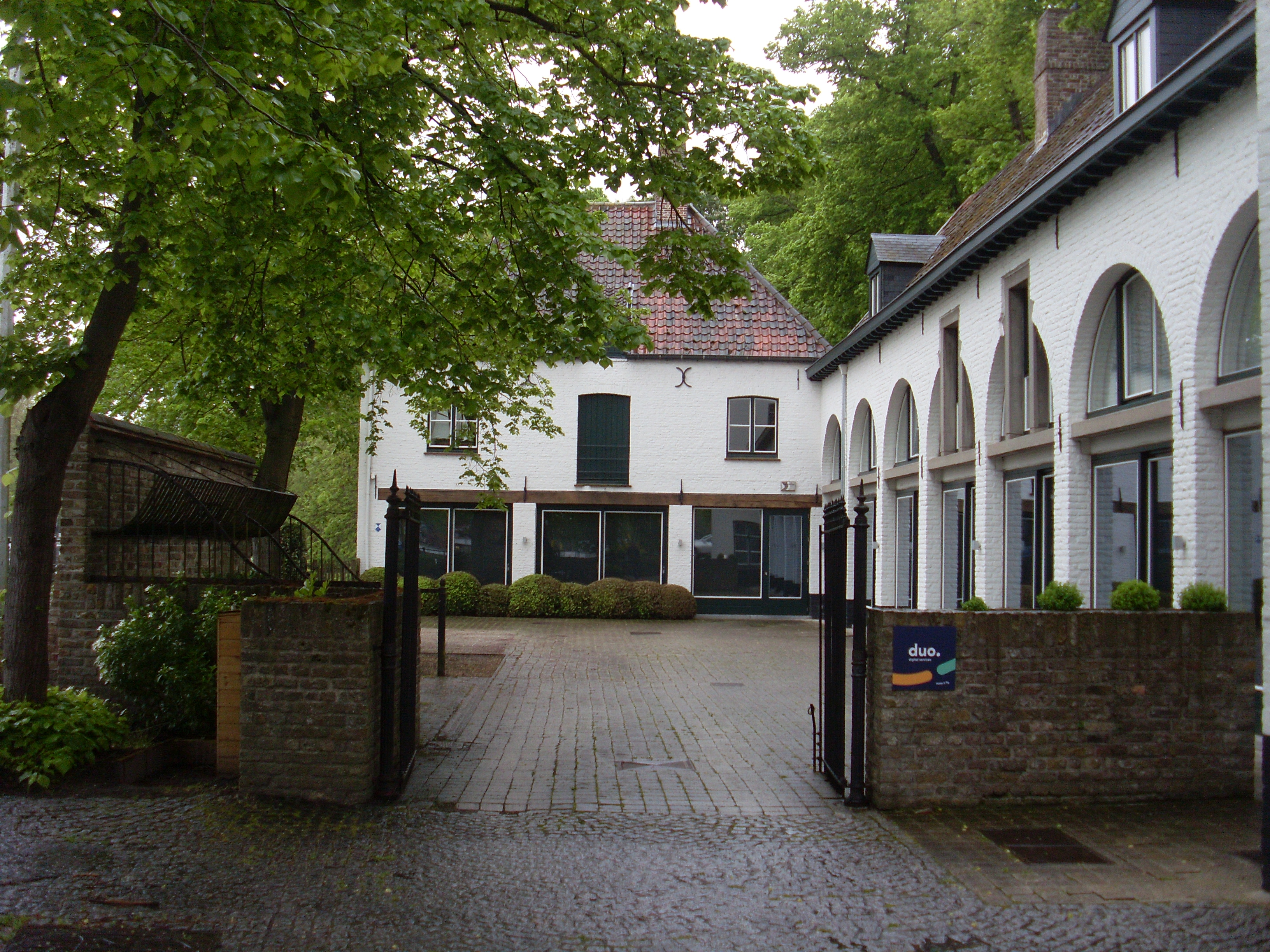
Ingang Bargehuis
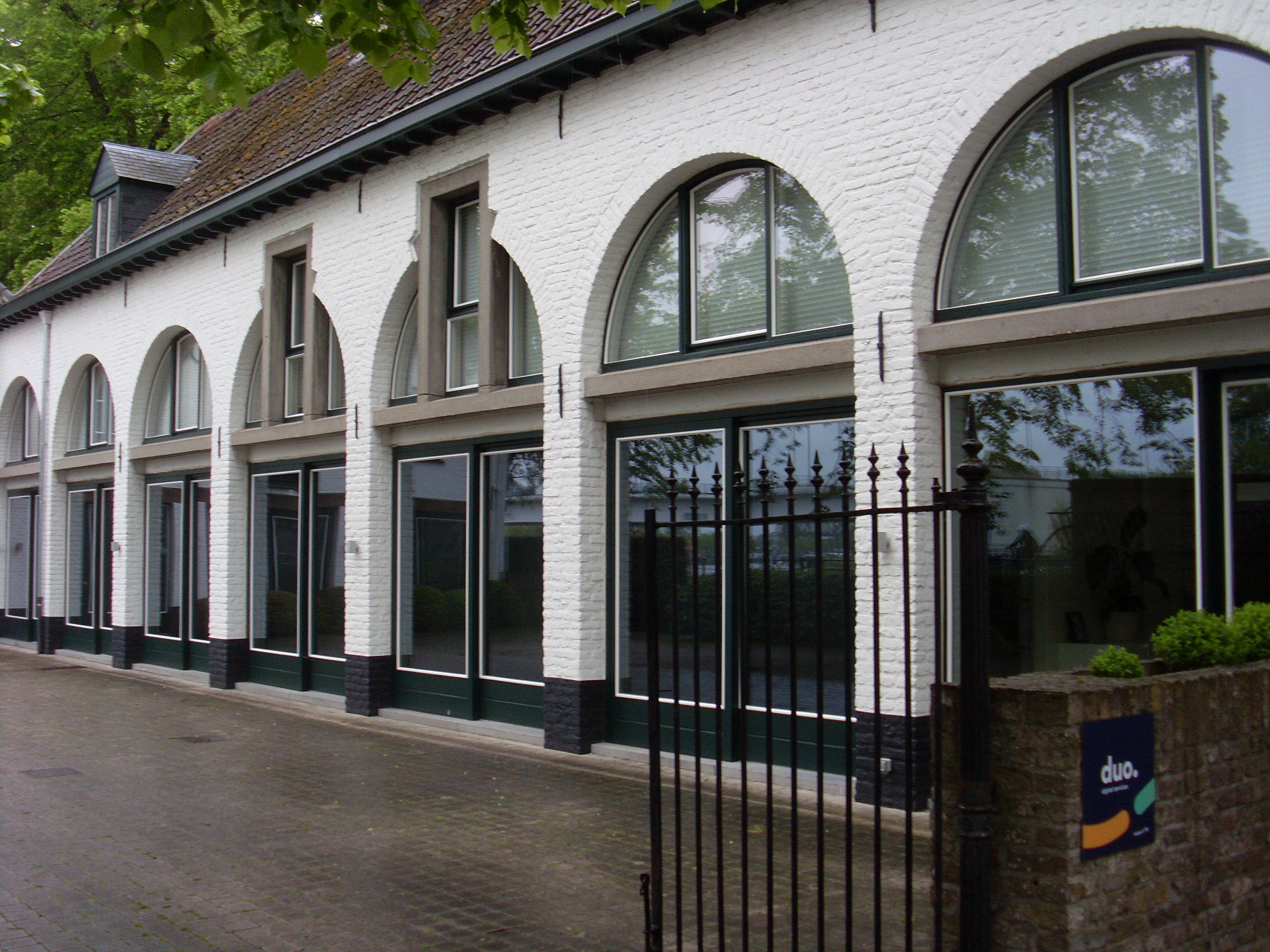
Voorgevel Bargehuis
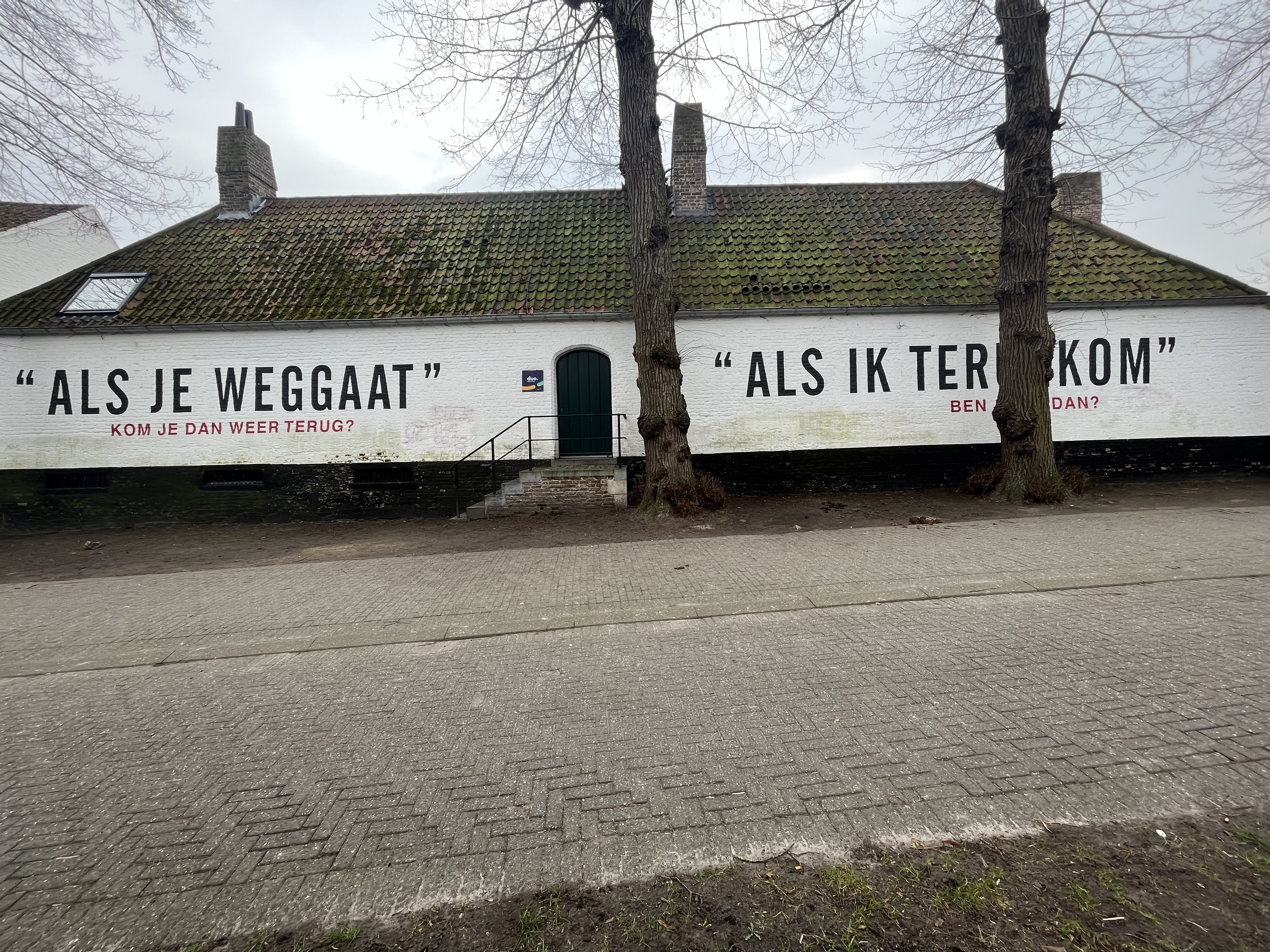
Buitenmuur Bargehuis met gedicht " Als je weggaat, kom je dan terug? Als ik terugkom, ben je er dan?" van Robbert Ritmeester
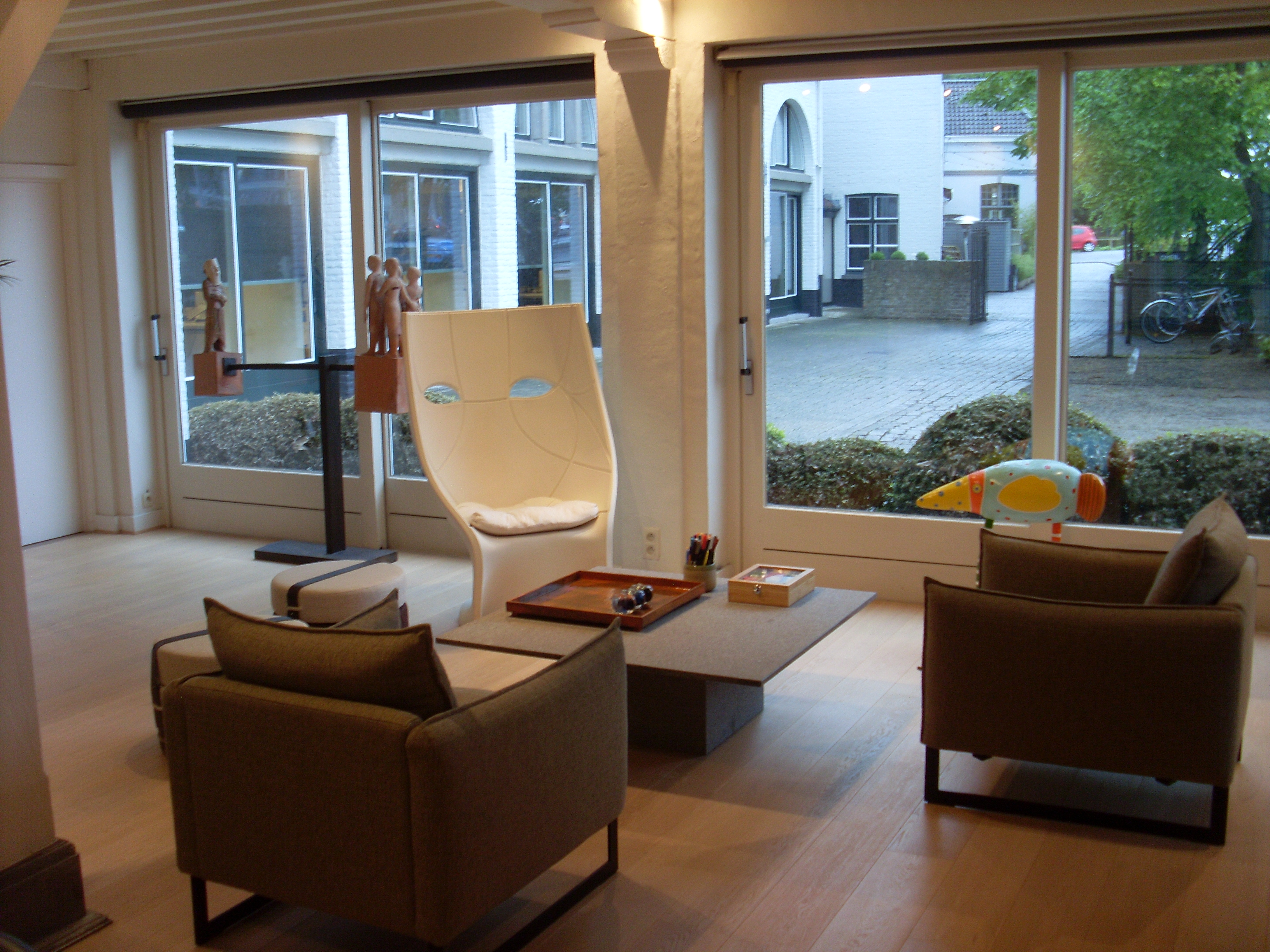
Vergaderzaal DUO
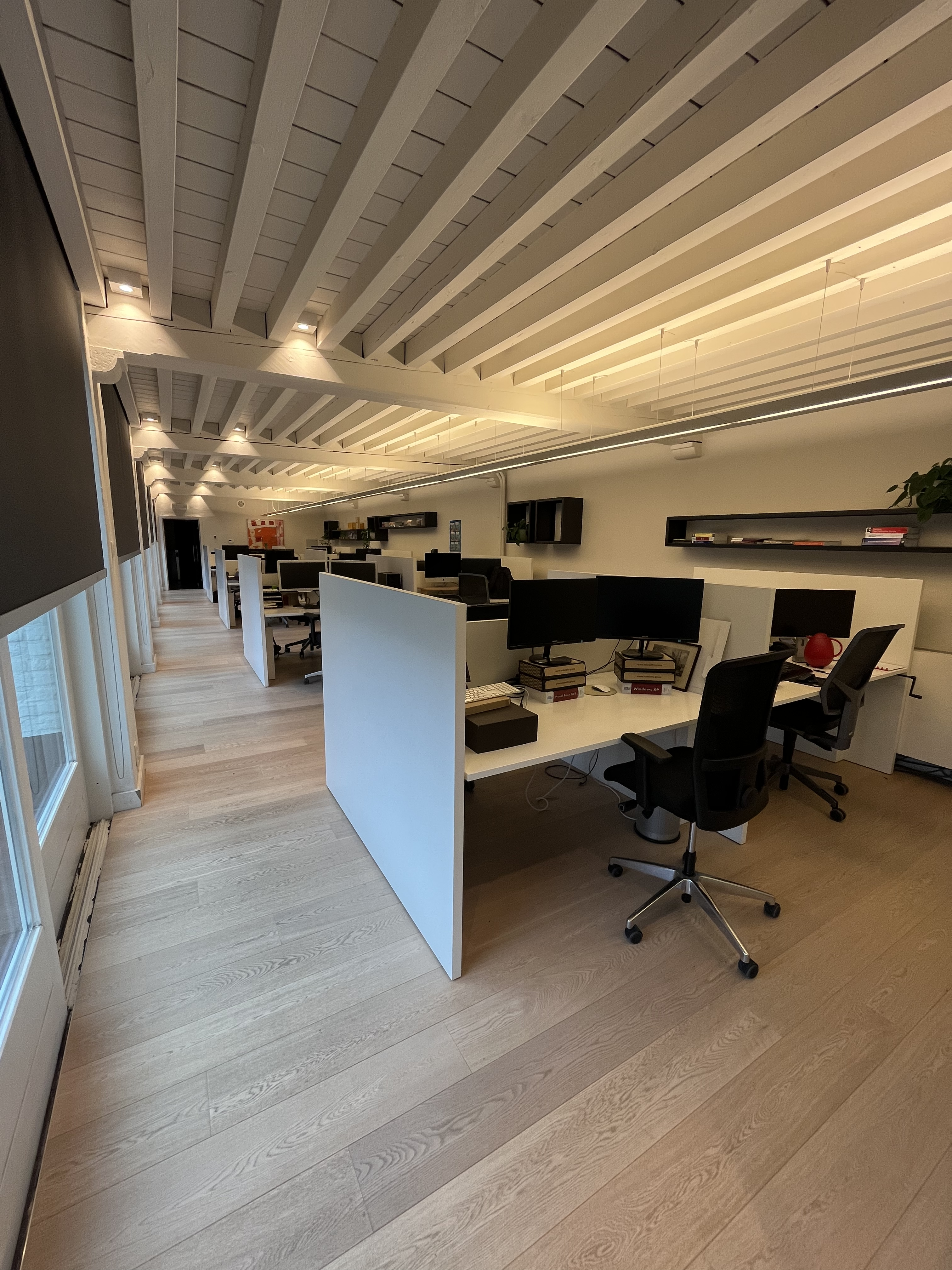
Kantoor Duo
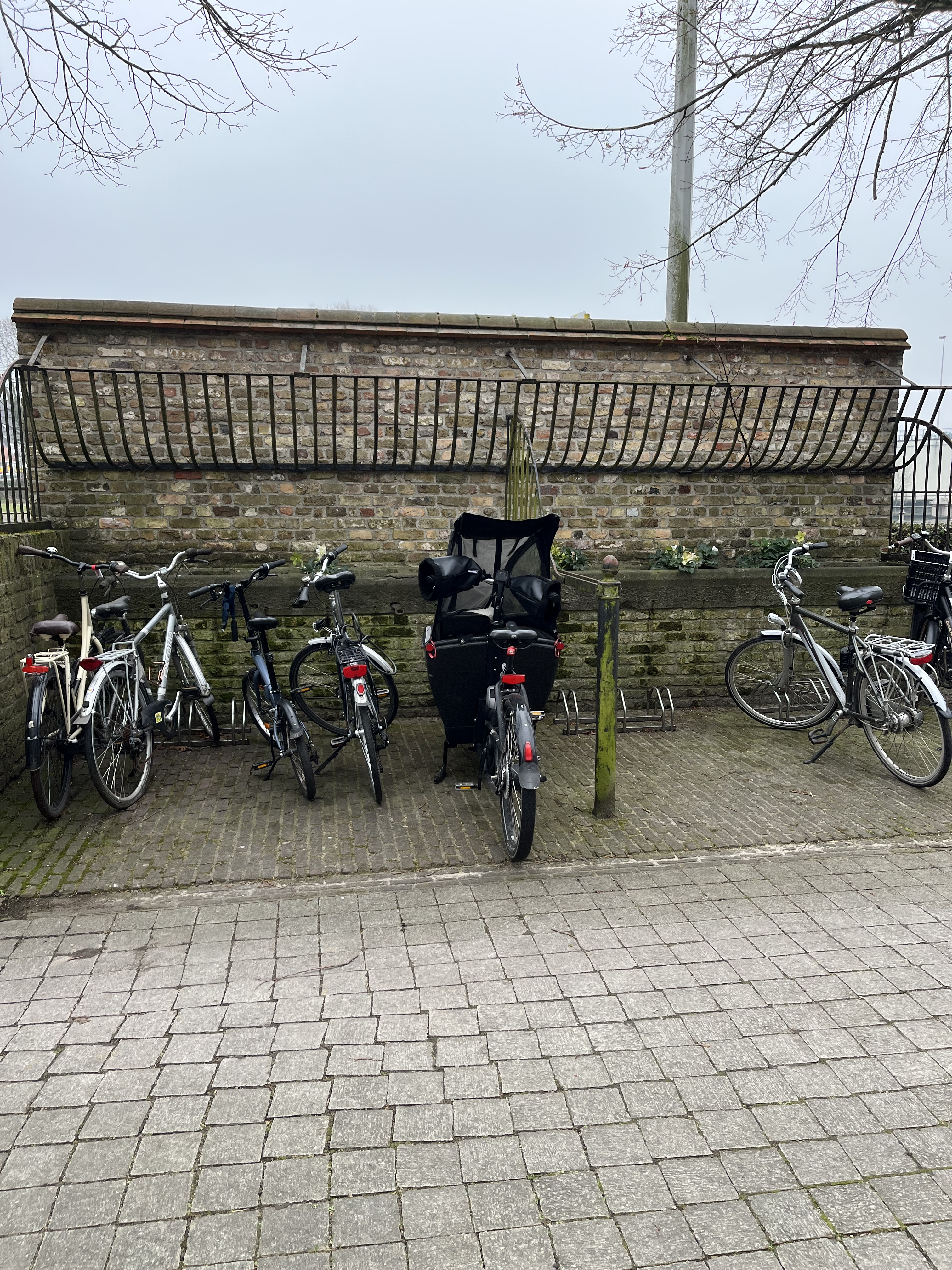
Hooikorven voor ketspaarden
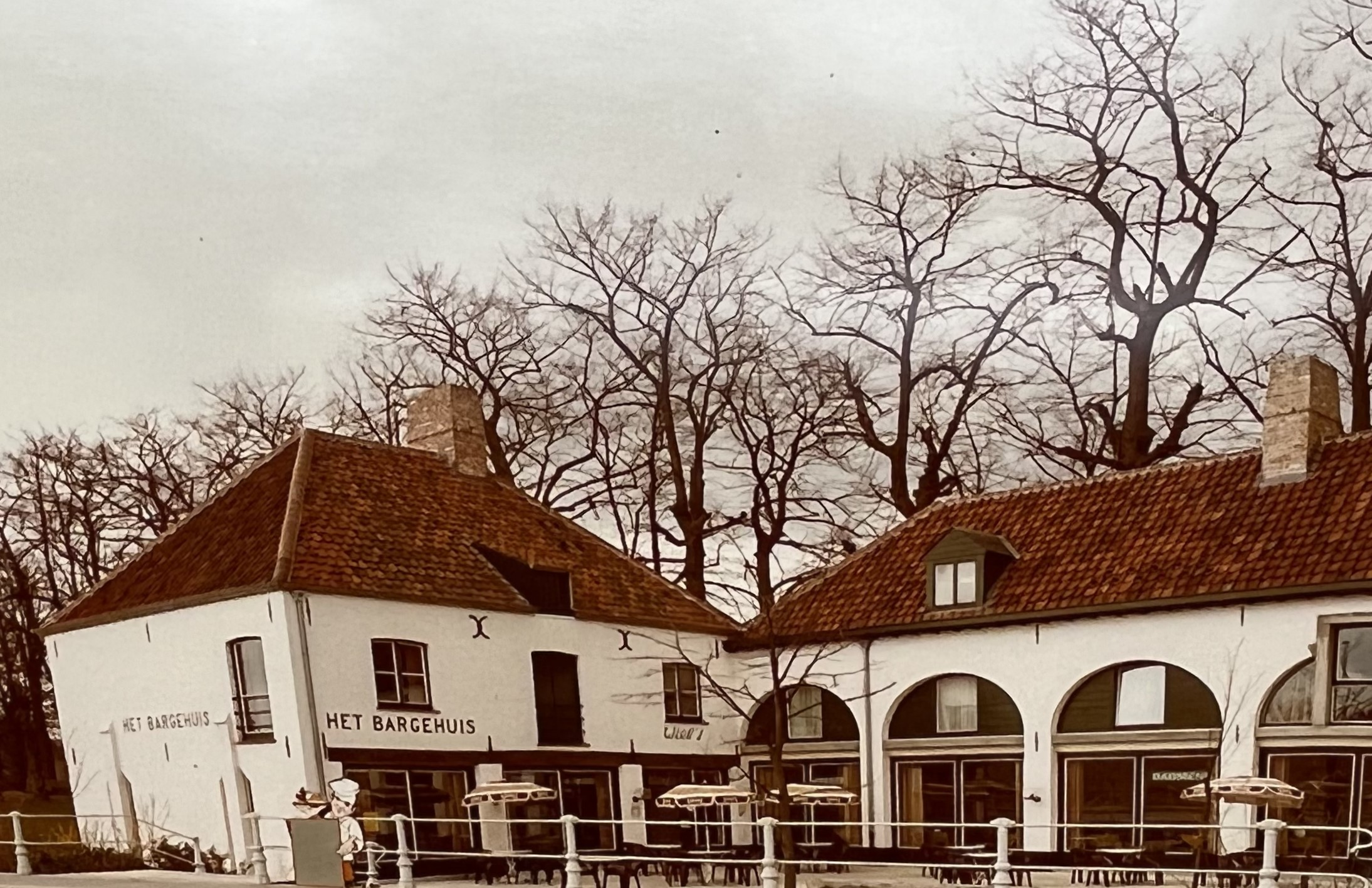
Bargehuis als tea-room
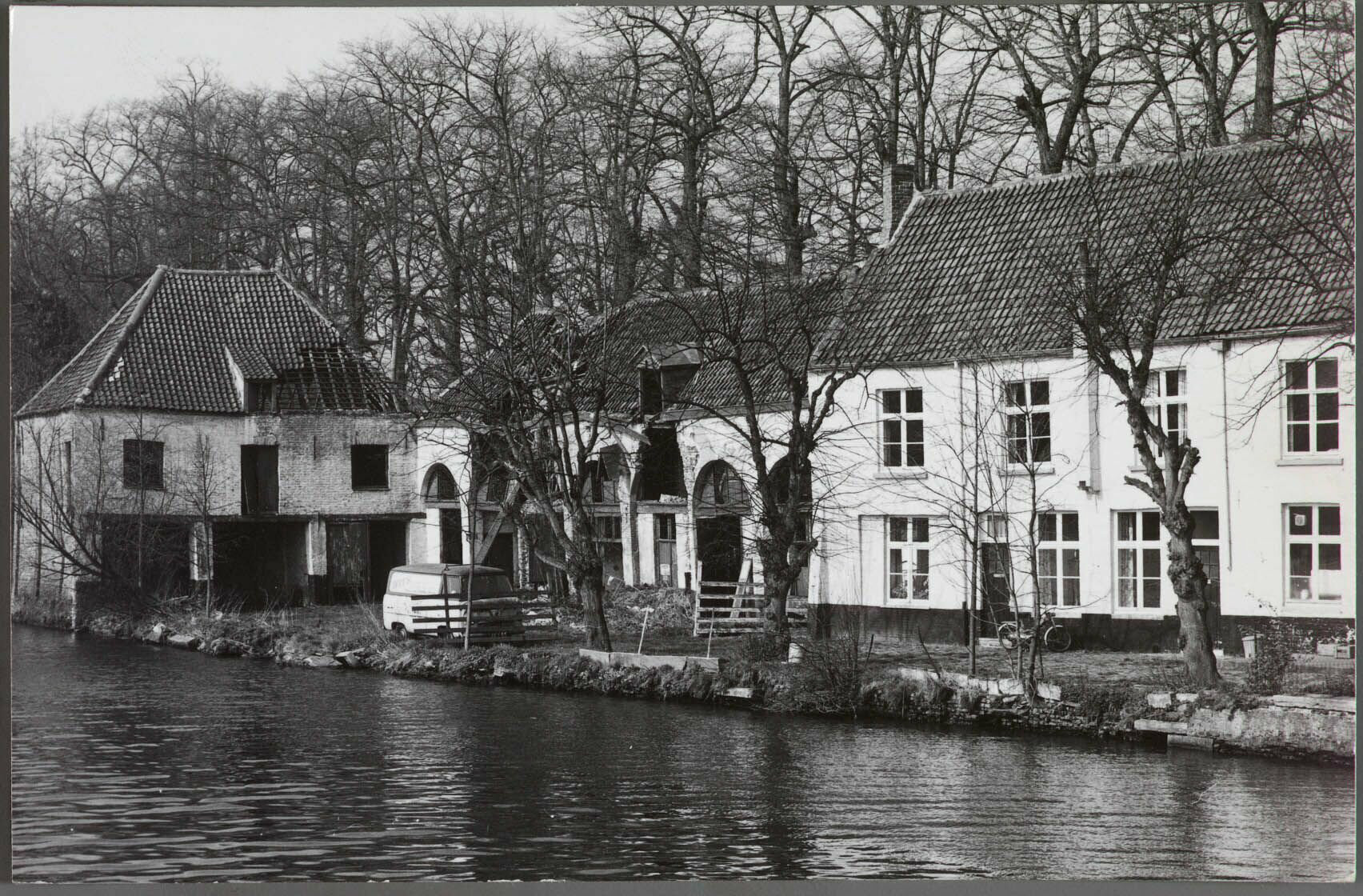
Bargehuis 1971
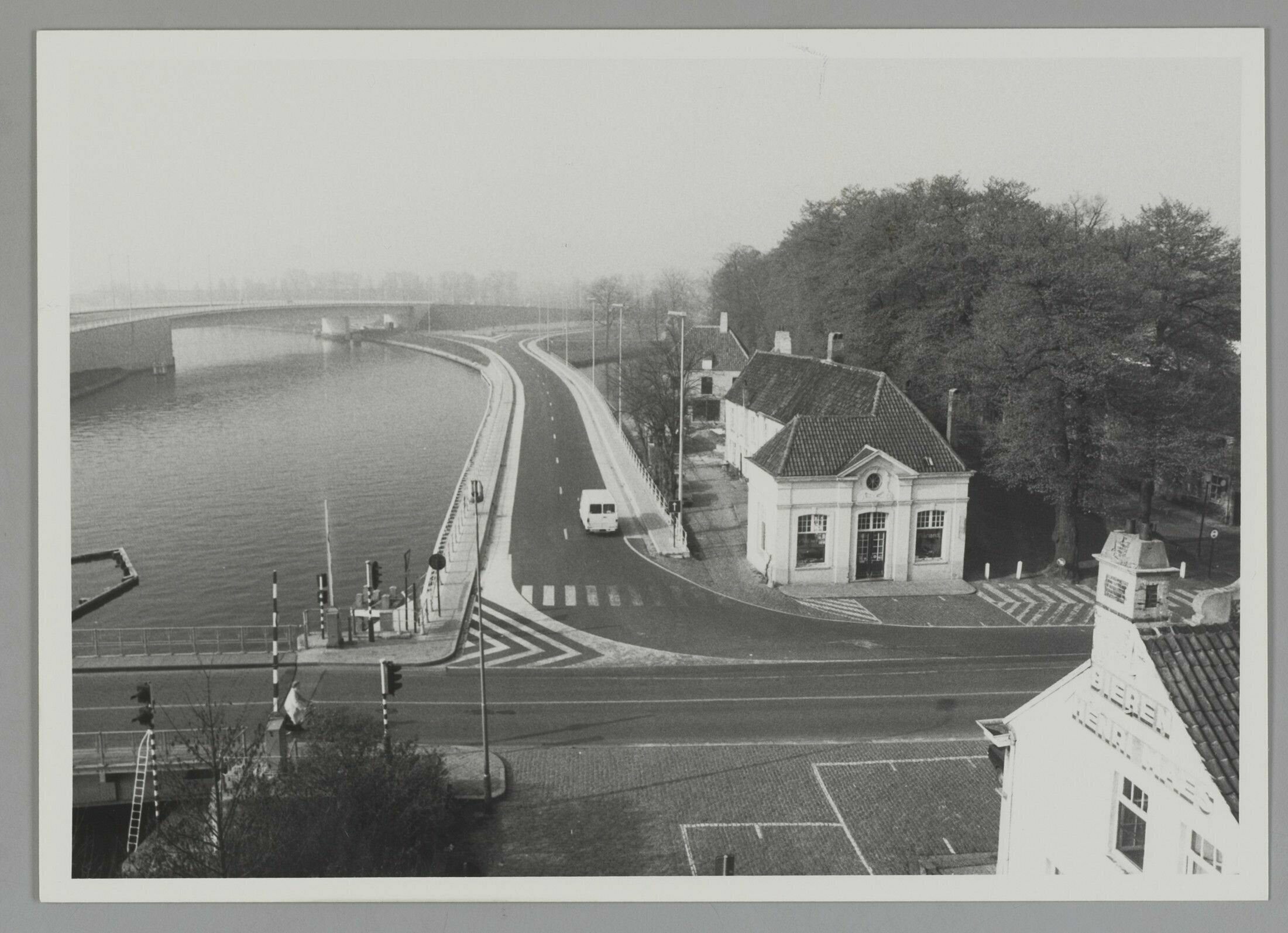
Luchtfoto van de Bargeweg
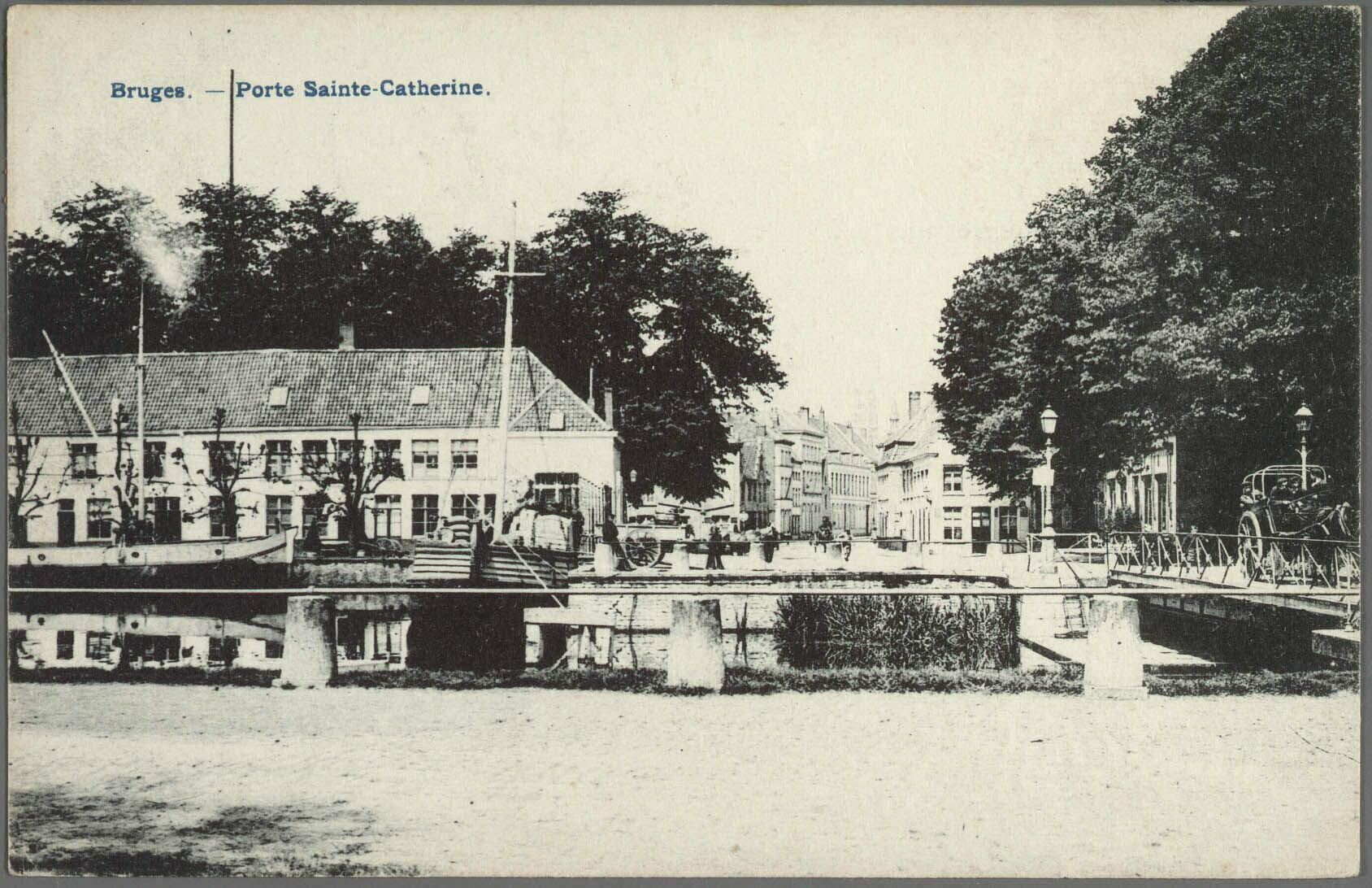
Katelijnepoort als aanlegplaats voor de barges
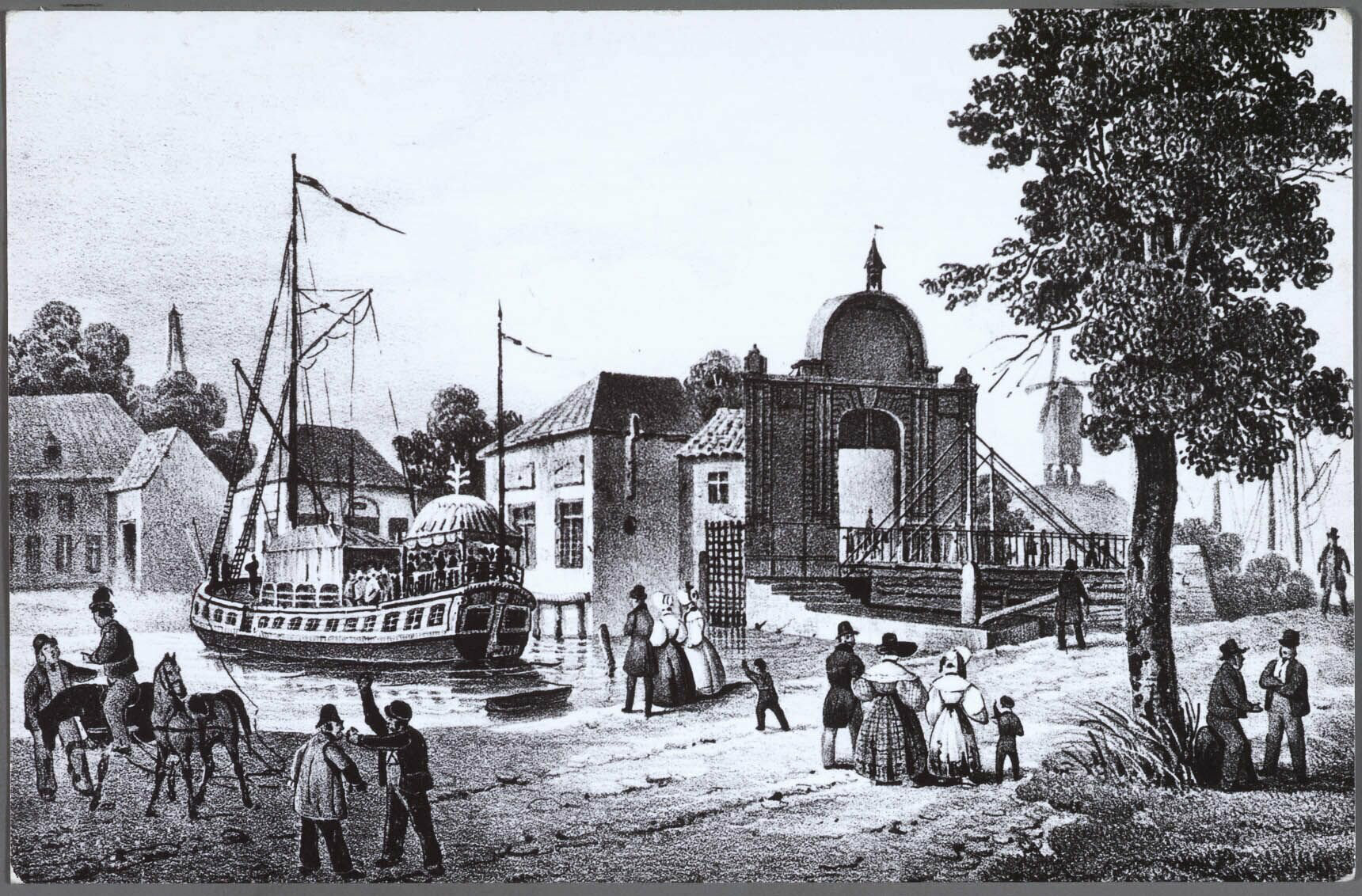
Katelijnenpoort met een Barge voor het Bargehuis
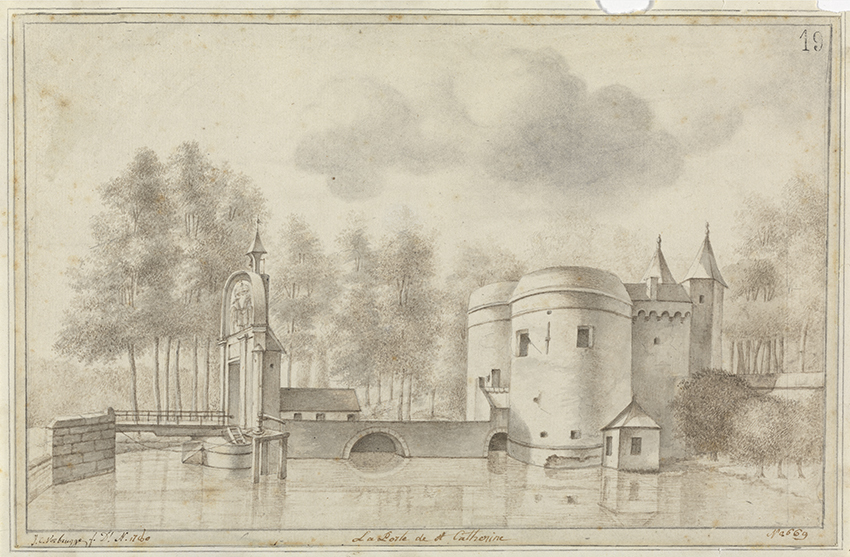
Sint-Katelijnepoort Brugge
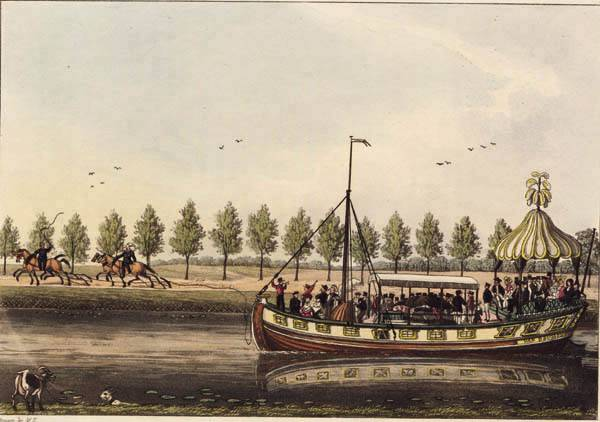
Barge Gent-Brugge
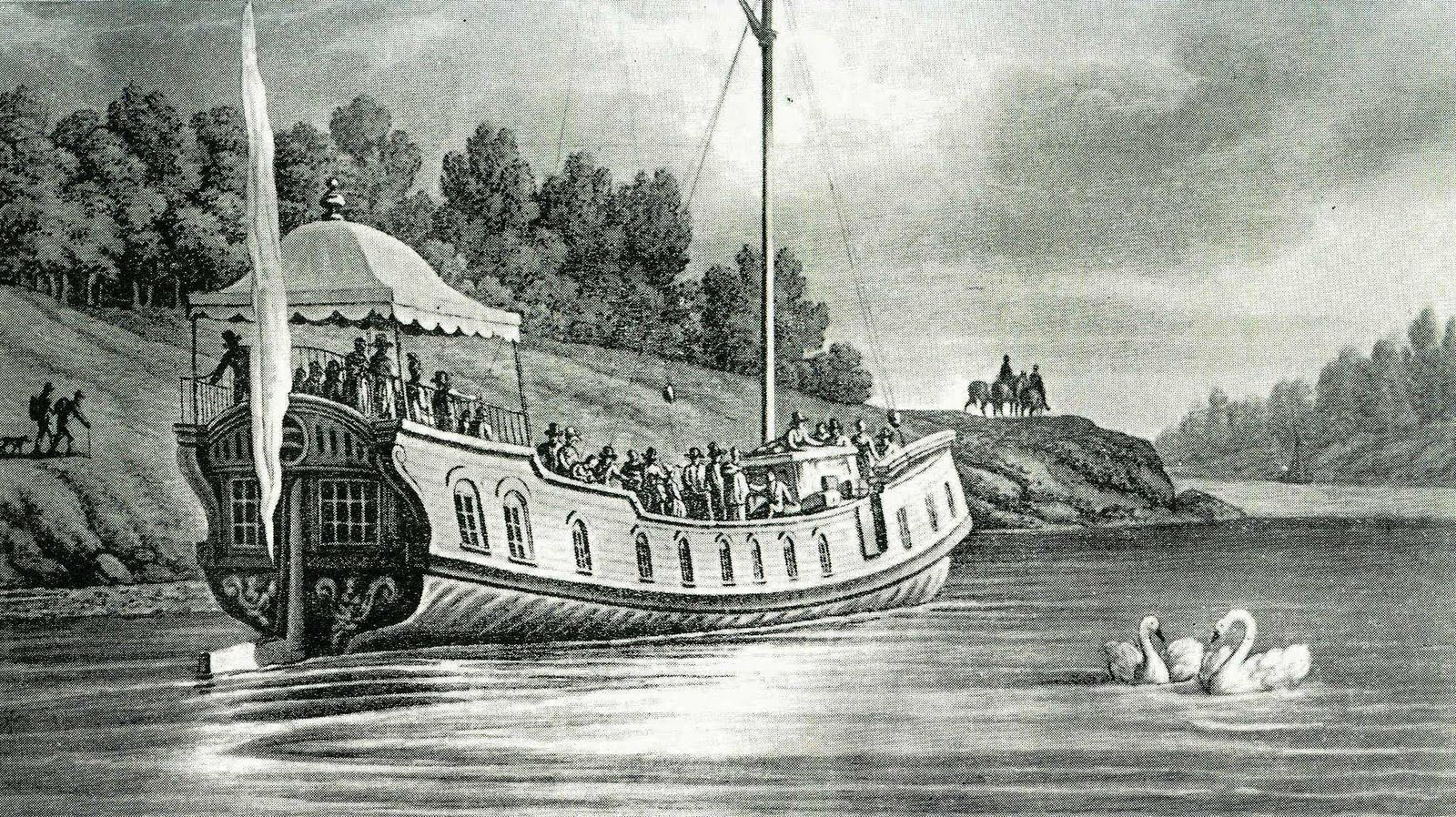
Barge Gent-Brugge
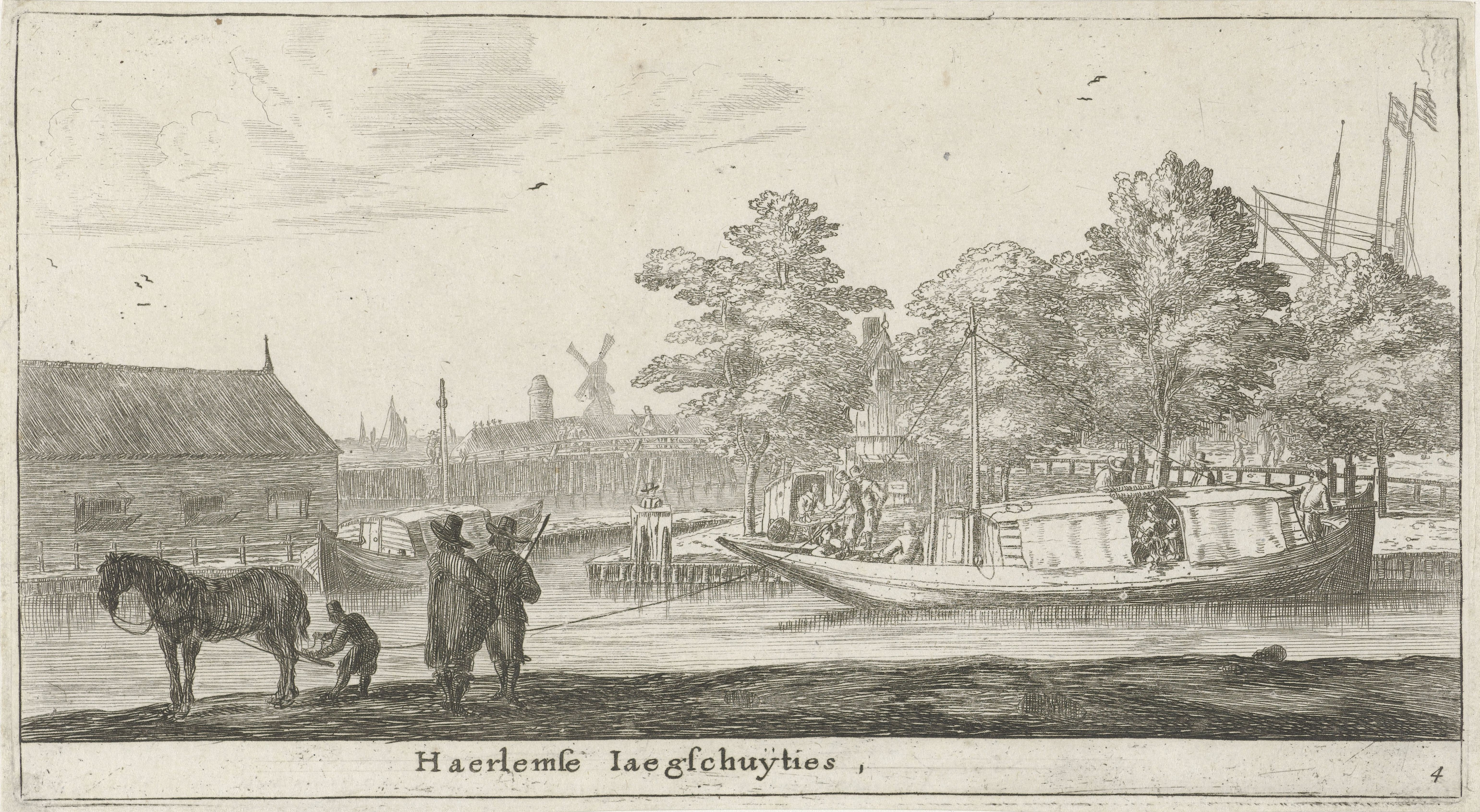
Tekening van trekschuit
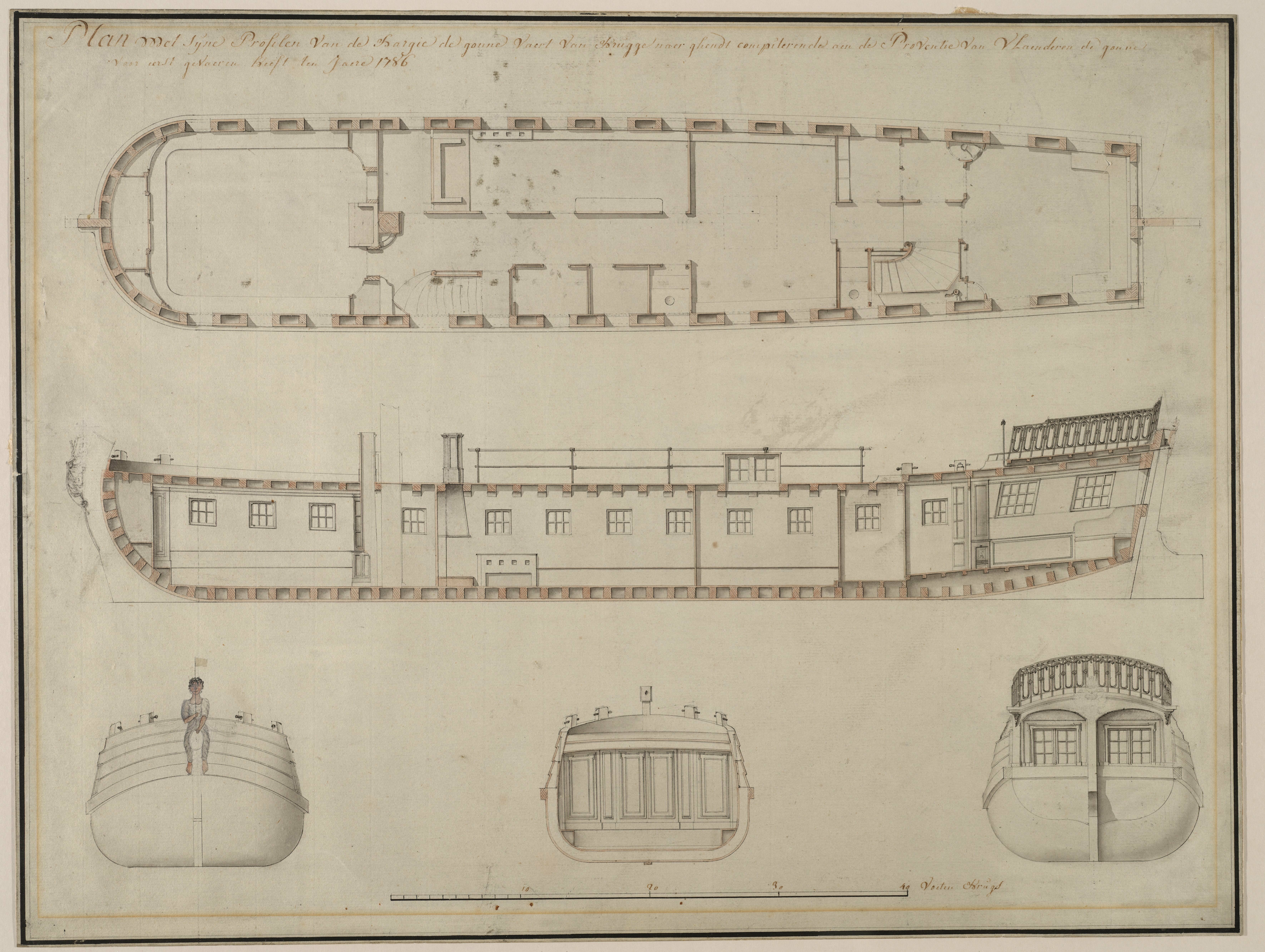
Ontwerptekening voor een bargeschip
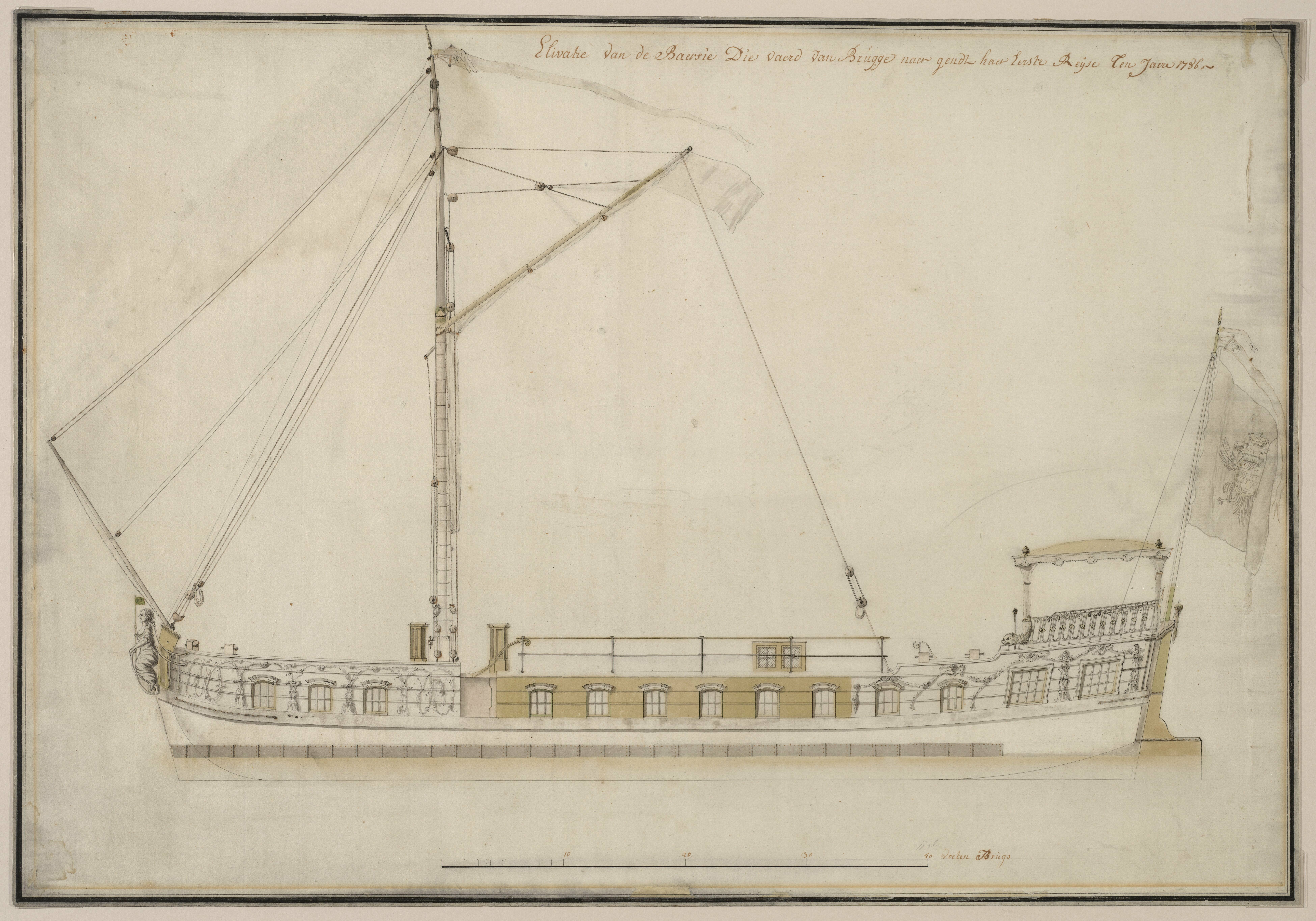
Ontwerptekening voor een bargeschip
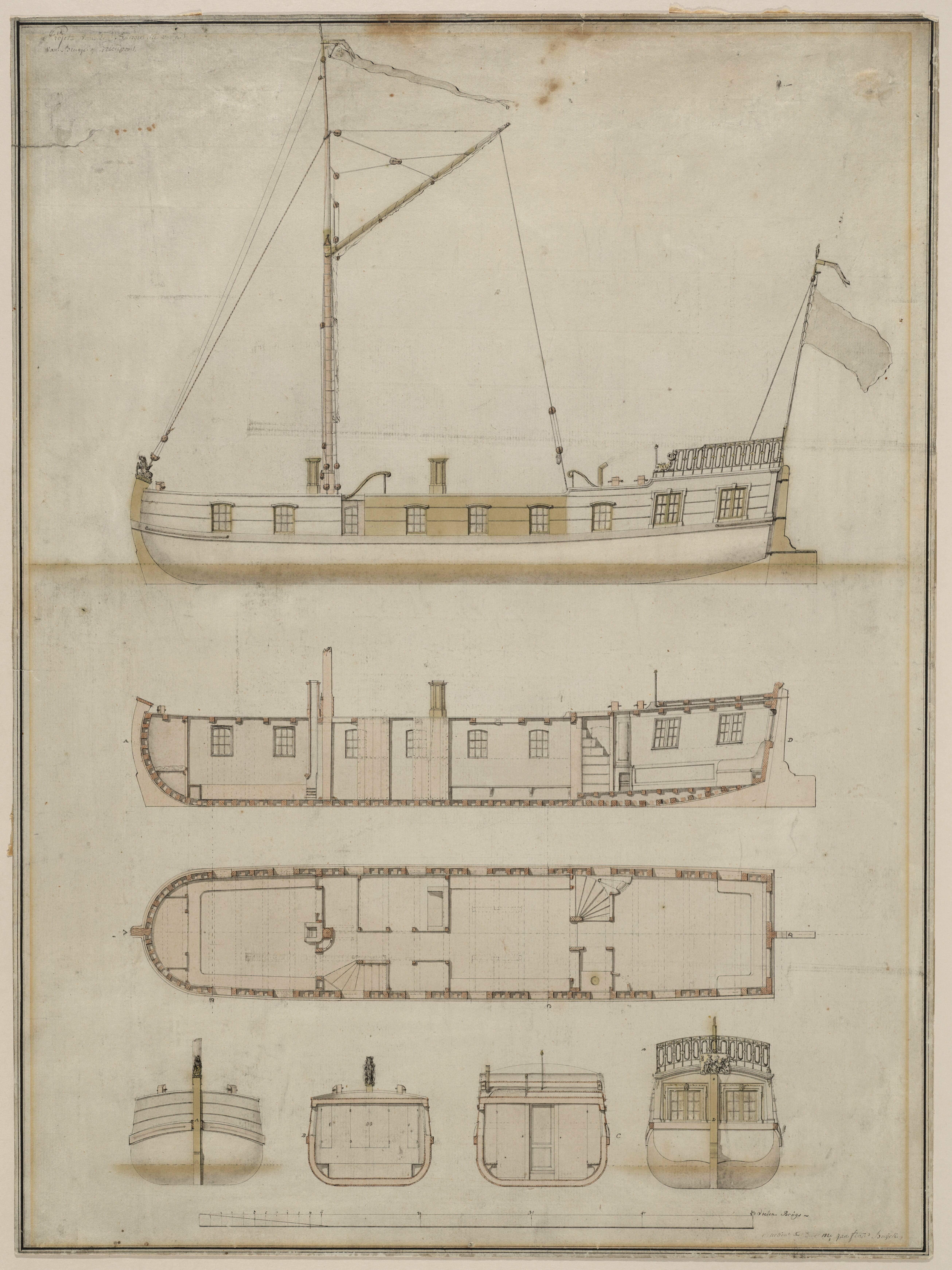
Ontwerptekening voor een bargeschip
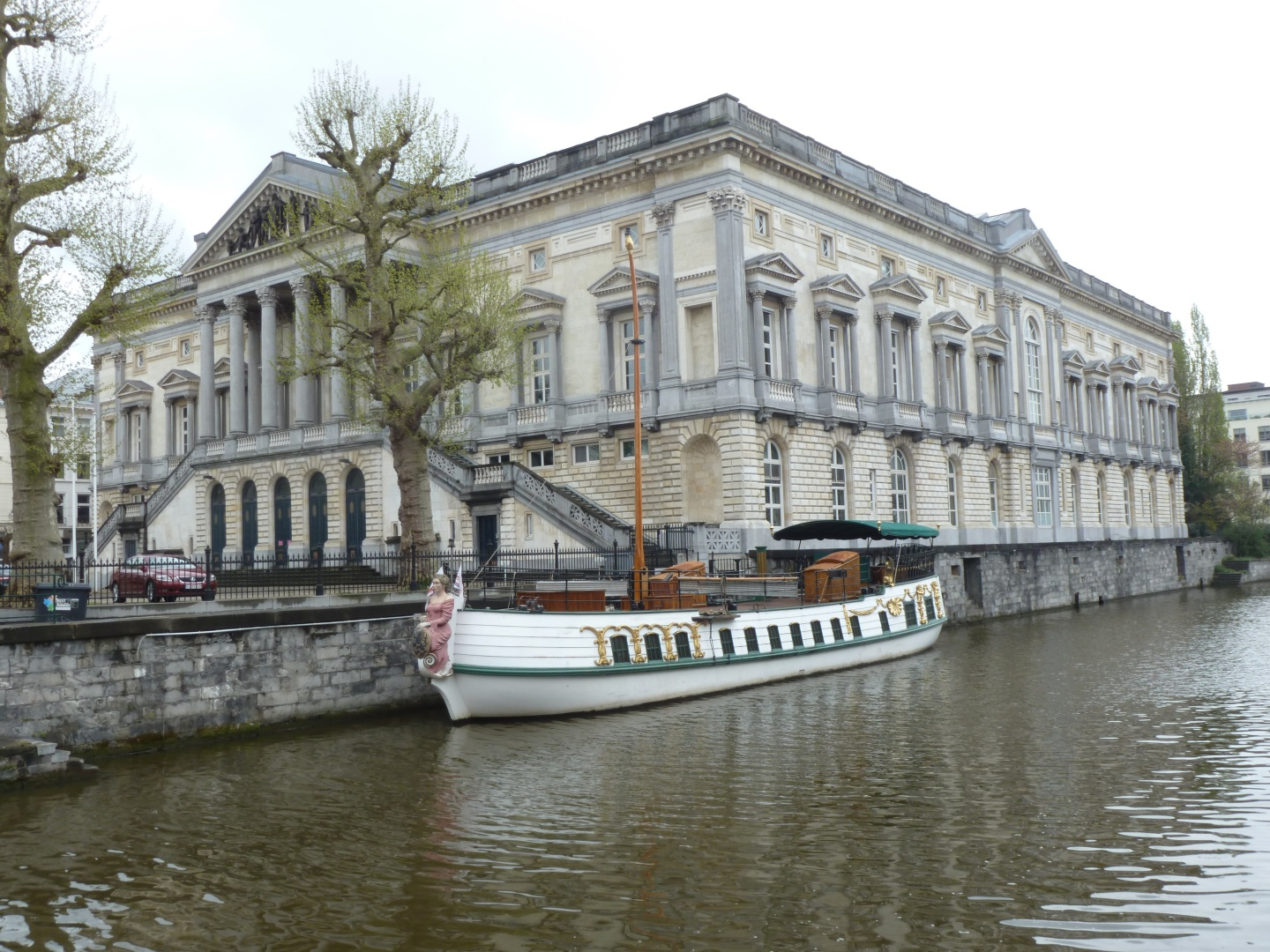
Gentse Barge
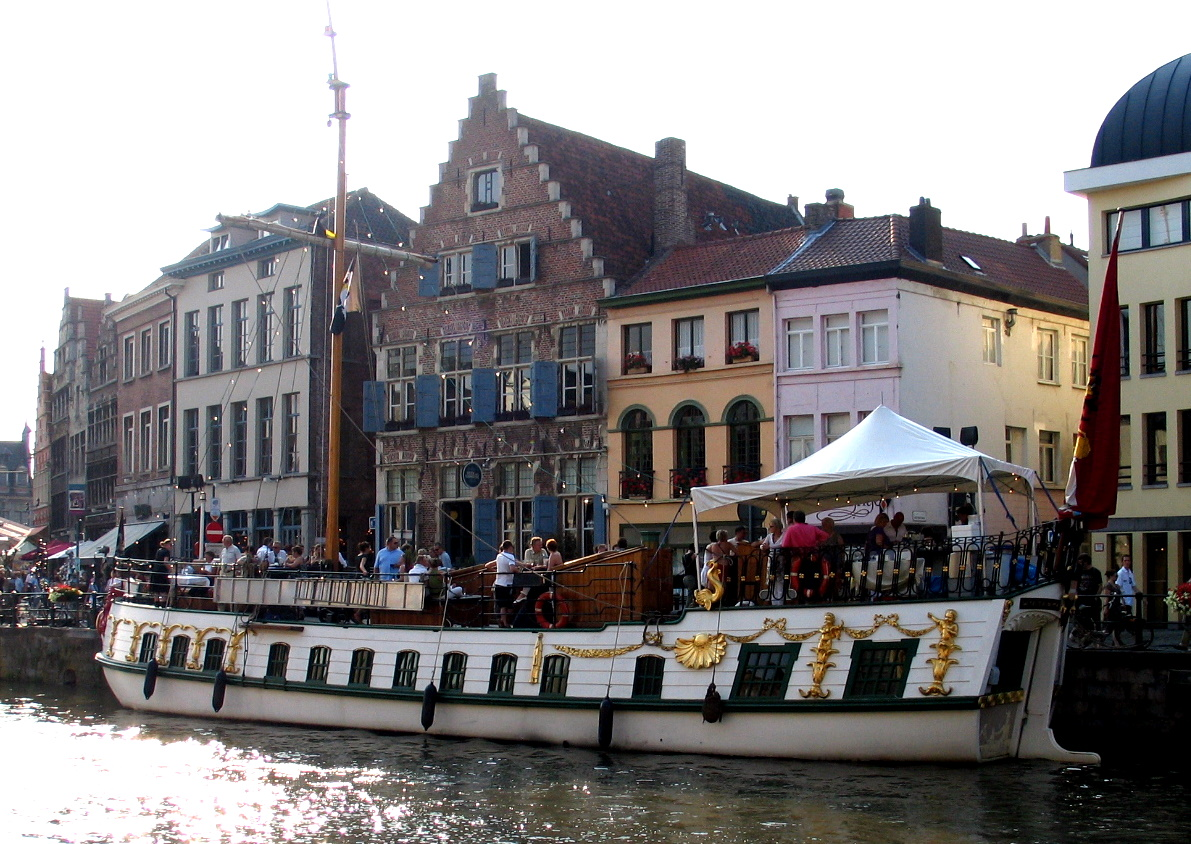
Gentse Barge
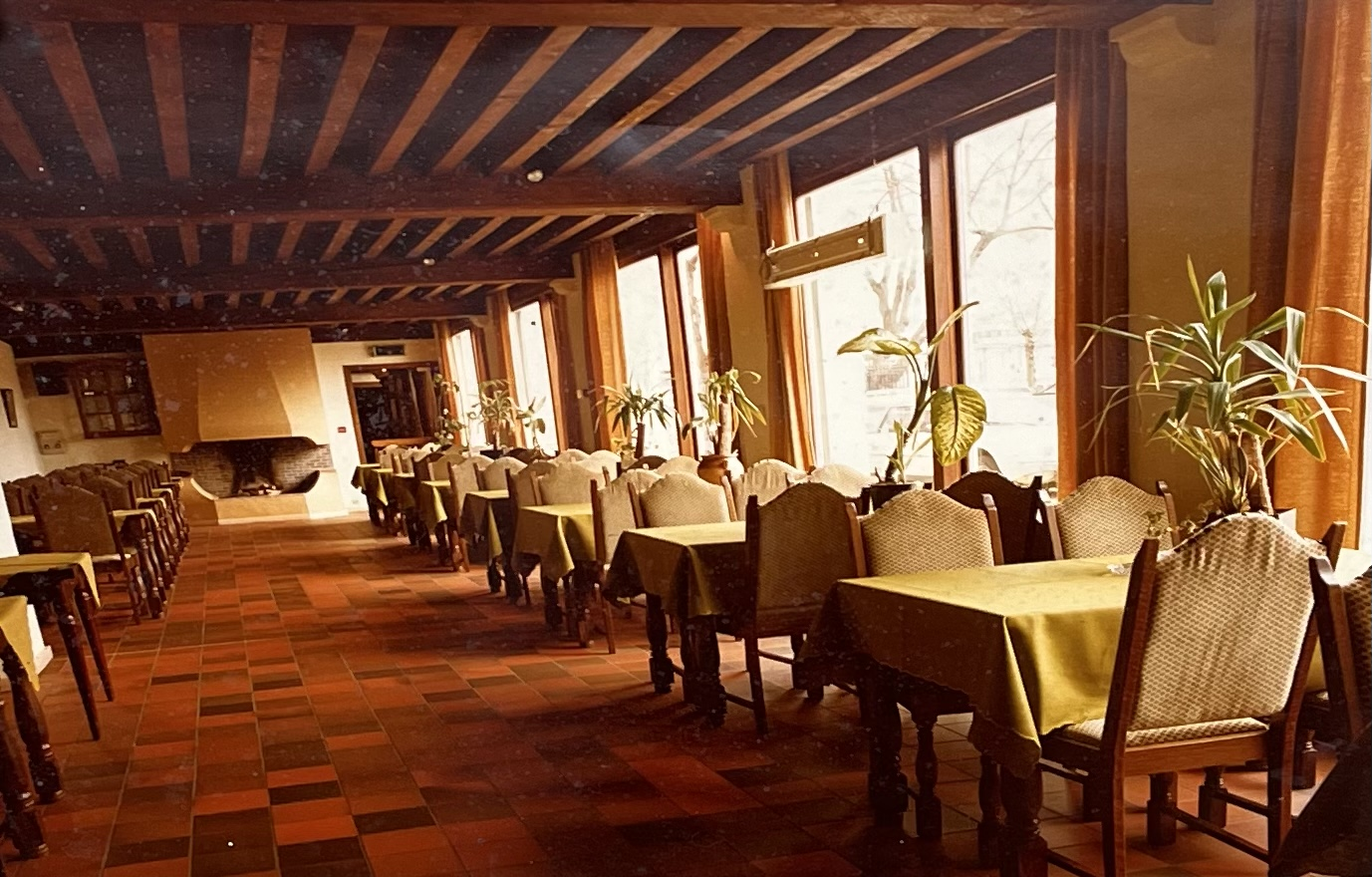
Interieur van het Bargehuis als Tearoom
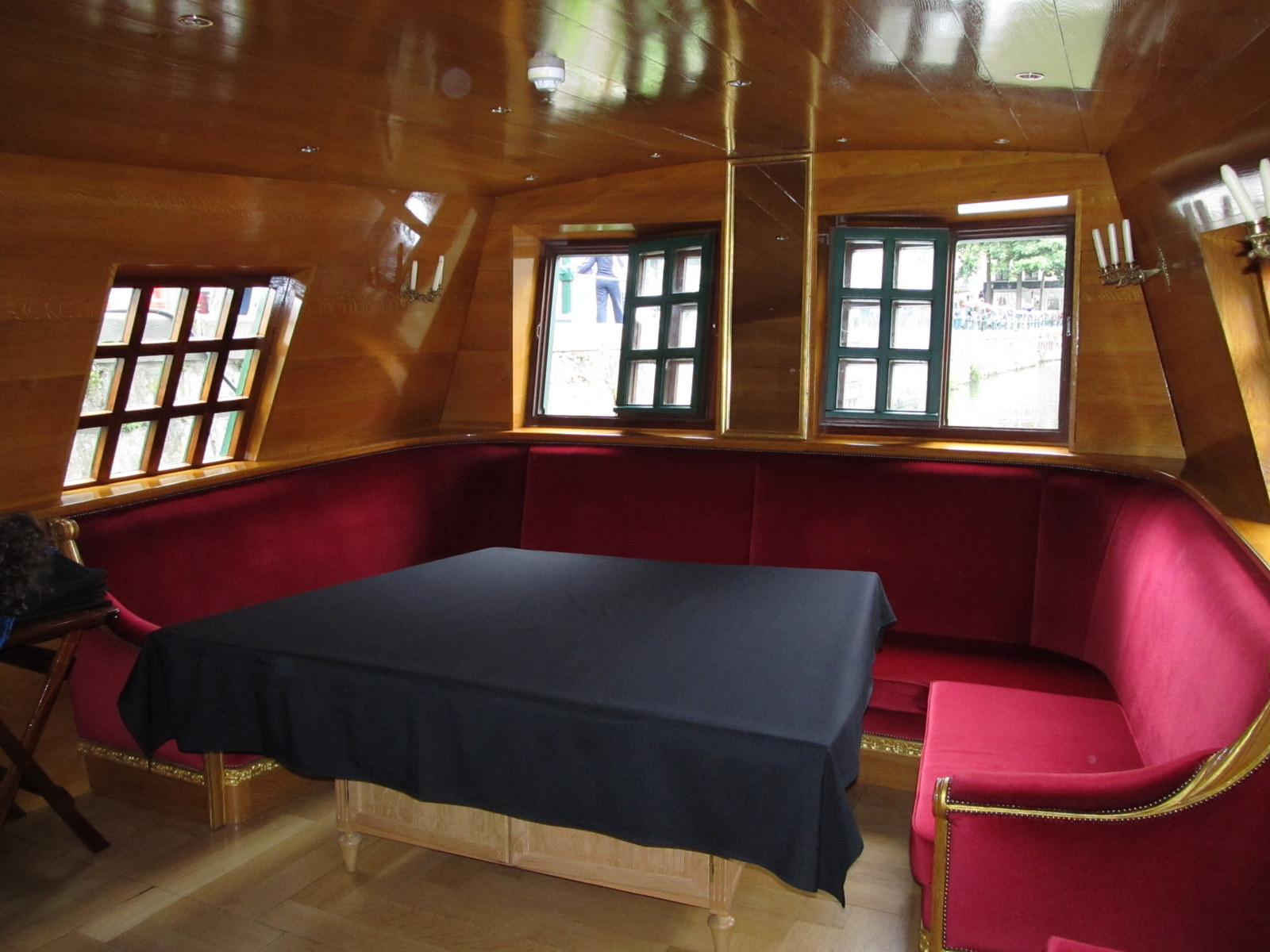
Interieur van een barge
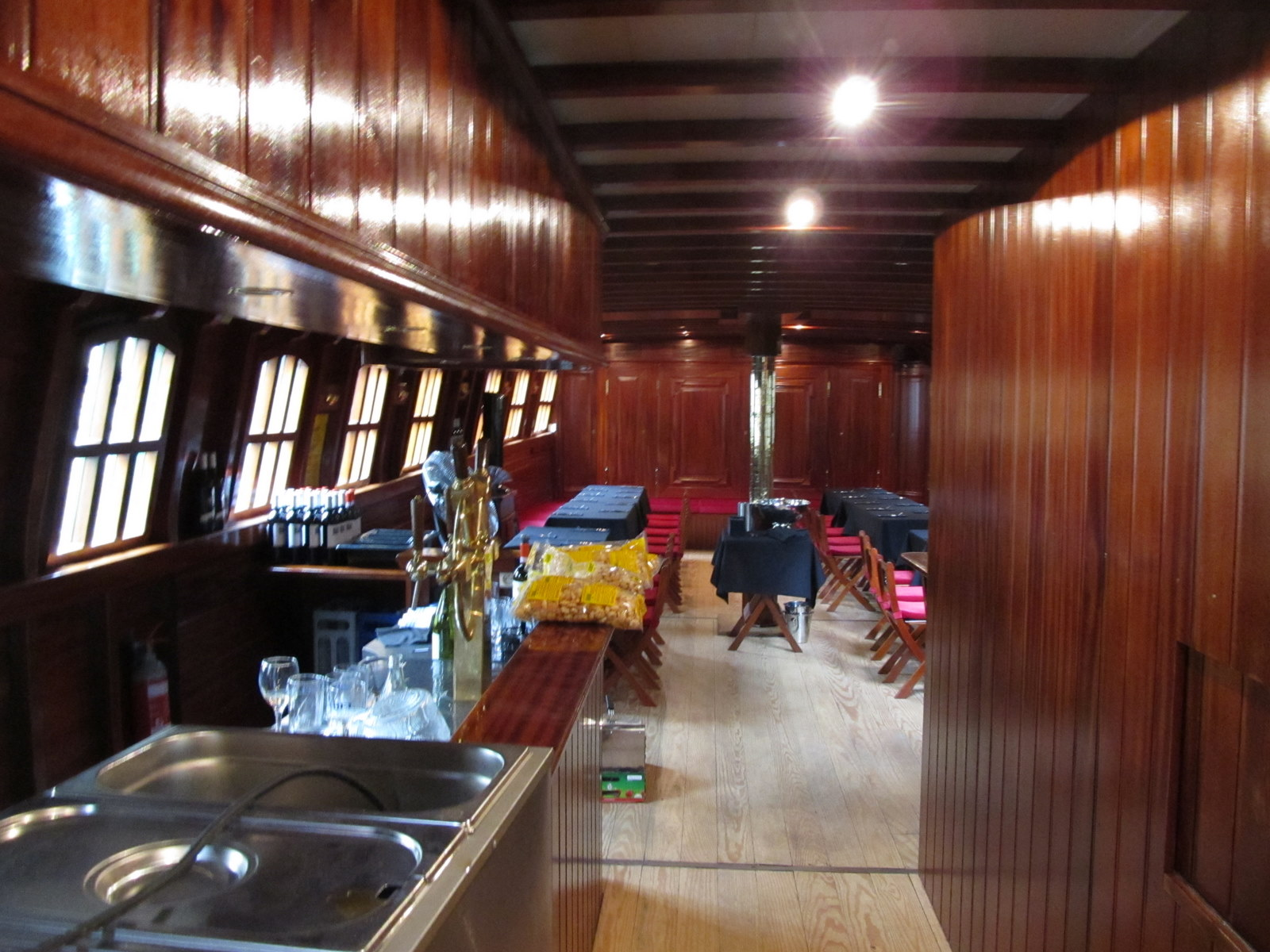
Interieur van een Barge